# Galina Legionkina
Galina Władimirowna Legionkina (ros. Галина Владимировна Легёнкина, ur. 21 stycznia 1986) – rosyjska zapaśniczka walcząca w stylu wolnym. Brązowa medalistka mistrzostw Europy w 2007. Mistrzyni Europy juniorów w 2006; druga w 2005 roku.